# Zabójstwo Tupaca Shakura
Zabójstwo Tupaca Shakura – zabójstwo amerykańskiego rapera Tupaca Shakura, dokonane 7 września 1996 r. w Las Vegas.

## Wydarzenia przed strzelaniną
Tupac Shakur z Suge Knightem, szefem Death Row Records, obejrzał walkę bokserską swojego przyjaciela Mike'a Tysona i Bruce'a Seldona w Las Vegas. Po zakończeniu walki, jeden ze współpracowników Knighta, Travon „Tray” Lane zauważył Orlando „Baby Lane” Andersona, członka gangu Crips z Compton w Kalifornii, w holu MGM Grand. W maju 1996 r., Anderson i grupa osób z gangu Crips obrabowali Travona Lane'a w sklepie Foot Locker. Lane powiedział o tym Tupacowi, a on zaatakował Orlando Andersona. Shakur zapytał go, czy pochodzi z „południa” (South Side Compton Crips), uderzył go w twarz, i przewrócił na ziemię. Shakur, Knight i niektórzy członkowie gangu Mob Piru Bloods, pomagali w napaści na Andersona. Bójka została uchwycona na hotelowym monitoringu. Została zakończona po wezwaniu ochrony przez hotel.
Po bójce, Tupac udał się z Knightem do Club 662, który był własnością Knighta. Shakur powiedział o bójce z Andersonem swojej narzeczonej Kidadzie Jones. Tupac i Knight zmienili ubranie i wyszli z Club 662.

## Strzelanina

### Chwile przed strzelaniną
O 23:00 czasu lokalnego, Shakur i Knight zostali zatrzymani na Las Vegas Boulevard przez funkcjonariuszy policji z Las Vegas Metropolitan Police Department za zbyt głośne słuchanie radia samochodowego i nieposiadanie tablic rejestracyjnych. Tablice znaleziono w bagażniku samochodu Knighta. O 23:10, zatrzymali się na czerwonym świetle na skrzyżowaniu East Flamingo Road i Koval Lane przed hotelem Maxim. Wtedy z lewej strony podjechał pojazd, w którym siedziały dwie kobiety. Shakur otworzył okno swojego BMW, porozmawiał chwilę z kobietami i zaprosił je do klubu 662.

### Strzelanina
O 23:15 czasu lokalnego (5:15 czasu polskiego), auto prowadzone przez Suge Knighta, obok którego siedział Tupac Shakur, zatrzymało się na czerwonym świetle na skrzyżowaniu dróg Flamingo Road i Koval Lane. Do samochodu, podjechał biały, czterodrzwiowy Cadillac w którym siedziało 4 mężczyzn. Jednym z nich był Orlando Anderson, który siedział z prawej strony na tylnym siedzeniu. Sprawca otworzył szybę i zaczął strzelać. Cztery strzały dosięgły Tupaca, dwa ugodziły go w klatkę piersiową, jedno w ramię i jedno w udo. Jedna z kul dostała się w prawe płuco Shakura. Suge Knight został uderzony w głowę. Ochroniarz Shakura, Frank Alexander, miał jechać razem z nimi w samochodzie, raper powiedział aby Frank pojechał innym samochodem, na wypadek gdyby zabrakło im aut po powrocie z Club 662. Ochroniarz opowiedział w filmie dokumentalnym Before I Wake, że wkrótce po strzelaninie jeden z samochodów jadący w konwoju podążył za sprawcami. Yaki Kadafi jechał samochodem za Shakurem z ochroniarzami w czasie strzelaniny i tak jak inni członkowie Death Row Records, odmówił współpracy z policjantami.

### Po strzelaninie
Pomimo że Knight był ranny i pojazd miał przestrzeloną oponę, był w stanie odjechać z miejsca zdarzenia do Las Vegas Boulevard i Harmon Avenue. Po drodze zostali zatrzymani przez patrol, który zaalarmował sanitariuszy przez radio. Po przybyciu karetki na miejsce, policja i sanitariusze zabrali Knighta i Shakura do szpitala w południowej Nevadzie. Według wywiadu z Gobim Rahimim, podczas pobytu w szpitalu, otrzymał wiadomość od pracownika Death Row Records, że strzelcy zadzwonili do wytwórni i grozili Tupacowi. Gobi powiedział o tym policji w Las Vegas. Napastnicy nie przyjechali do szpitala. Gdy Tupac został przeniesiony na oddział ratunkowy, powiedział, że umiera. Był spokojny, został podpięty do urządzeń podtrzymujących życie i ostatecznie poddany został śpiączce farmakologicznej po wielokrotnych próbach wstania z łóżka. Gdy odwiedziła go Jones, zagrała mu utwór „Vincent” na odtwarzaczu CD obok jego łóżka, Tupac odzyskał przytomność. Według Jones, Shakur jęknął, a jego oczy „były spuchnięte i wypełnione śluzem”. Jones powiedziała Shakurowi, że go kocha.

### Ostatnie dni życia
Knight został zwolniony ze szpitala następnego dnia po strzelaninie, ale nie odezwał się do 11 września. Powiedział oficerom, że „coś słyszał, ale nic nie widział”. Główny rzecznik oficerów powiedział, że Knight w niczym im nie pomógł. Sierżant Kevin Manning powiedział, że nie spotkali się z wielką współpracą ze strony znajomych Shakura”. Rahimi i członkowie grupy Tupaca – Outlawz, podczas pobytu w szpitalu pilnowali go, aby „nikt nie miał zamiaru go wykończyć”. Rahimi wspomniał o tym, że grupa mogła mieć broń w autach na parkingu. 13 września, 1996, doszło do niewydolności oddechowej, która doprowadziła do zatrzymania akcji serca po usunięciu prawego płuca. Lekarze rzekomo próbowali go ratować, ale nie mogli powstrzymać krwotoku. Jego matka, Afeni Shakur, podjęła decyzję o zaprzestaniu leczenia, a Tupac Shakur zmarł o godzinie 16:03.
W 2014 roku policjant, który twierdził, że był świadkiem ostatnich chwil Shakura, powiedział, że raper odmówił opowiedzenia, kto go zastrzelił. Kiedy oficer zapytał Tupaca, czy widzi osobę lub ludzi, którzy go zastrzelili, ostatnie słowa jakie wypowiedział  do oficera to „pierdol się”. Sanitariusze i inni funkcjonariusze obecni na miejscu nie zgłosili, że Tupac powiedział te słowa, ani też Knight i ochroniarz Tupaca Frank Alexander.

## Śledztwo
Rok po strzelaninie, Kevin Manning, który prowadził śledztwo, powiedział dziennikarce gazety Las Vegas Sun, Cathy Scott, że zabójstwo Shakura „może nigdy nie zostać rozwiązane”. Sprawa zwolniła na wczesnym etapie śledztwa, ponieważ, jak powiedział Manning, pojawiło się kilka nowych wskazówek i zgromadzili się świadkowie. Stwierdził, że dochodzenie zostało zawieszone. Raper E.D.I. Mean, przyjaciel Tupaca i członek Outlawz, powiedział, że policja wie „co się stało” i dodał: „To jest Ameryka. Znaleźliśmy bin Ladena”.
W 2002 roku Los Angeles Times opublikował dwuczęściową historię Chucka Philipsa, zatytułowaną „Who Killed Tupac Shakur?” na podstawie rocznego dochodzenia. Philips poinformował, że „strzelanie zostało przeprowadzone przez gang z Compton zwany South Side Compton Crips, aby zemścić się na pobiciu jednego z jego członków przez Shakura kilka godzin wcześniej. Orlando Anderson, członek gangu, który zaatakował Shakura, oddał śmiertelne strzały. Policja z Las Vegas uznała Andersona za podejrzanego i przesłuchała go tylko raz. Anderson został zabity dwa lata później podczas niezwiązanej ze sprawą strzelaniną gangów”. Artykuł Philipsa również dotyczył raperów ze Wschodniego Wybrzeża, w tym The Notorious B.I.G., ówczesnego rywala Tupaca i kilku nowojorskich przestępców.
W drugim artykule Philipsa, ocenił on śledztwo w sprawie morderstwa i powiedział, że policja w Las Vegas niewłaściwie prowadziła śledztwo. W swoim artykule opisał błędy popełnione przez policję w Vegas. Policja nie wzięła pod uwagę bójki Tupaca z Andersonem w hotelu, która miała miejsce kilka godzin przed strzelaniną. Policja nie przesłuchała członka świty Shakura, który był świadkiem strzelaniny i powiedział policji w Vegas, że prawdopodobnie może zidentyfikować jednego lub więcej napastników, ale został zabity przed przesłuchaniem. Policja nie śledziła świadka, który zauważył białego Cadillaca podobnego do samochodu, z którego oddano śmiertelne strzały i którym uciekli napastnicy.
W 2017 r. Suge Knight twierdził, że to on mógł być celem ataku, argumentując, że mógł to być zainscenizowany zamach stanu w celu przejęcia kontroli nad Death Row Records.

## Świadkowie
W czasie strzelaniny za pojazdem Knighta i Shakura podążała grupa około dziesięciu samochodów. Rok później  Knight stwierdził podczas wywiadu ABC Primetime Live, że nie wiedział, kto zastrzelił Shakura, ale nigdy nie powiedziałby oficerom, gdyby on to zrobił.
Kadafi był zamieszany w bójkę z policjantami dwa dni po strzelaninie. Kadafi opuścił Las Vegas kilka dni po śmierci Shakura, podróżując do Atlanty i Los Angeles, zanim osiedlił się w New Jersey, gdzie mieszkali jego krewni. W tym czasie śledczy z Compton zgromadzili zdjęcia kilku członków gangu, w tym Andersona, i wysłali je do Las Vegas. Manning powiedział, że detektywi zadzwonili do prawnika Kadafiego, aby umówić się z nim na spotkanie, aby można było pokazać mu zdjęcia.  Kadafi, został postrzelony na osiedlu mieszkaniowym w Irvington w New Jersey w listopadzie 1996 roku, dwa miesiące po strzelaninie Shakura
Mean i Alexander powiedzieli Los Angeles Times na początku 1997 r., że nigdy nie zostali poproszeni przez policję Las Vegas o obejrzenie zdjęć potencjalnych podejrzanych w tej sprawie, mimo że obserwowali strzelaninę i widzieli mężczyzn w samochodzie, z którego oddano strzały. W wywiadzie z Alexandrem, przeprowadzonym przez policję w Las Vegas 19 marca 1997 r., pokazano mu osiem zestawów zdjęć, ale nie był w stanie zidentyfikować żadnego podejrzanego. Mean twierdził, że widział wszystkich czterech mężczyzn w pojeździe, podczas gdy Alexander doniósł, że widział twarz podejrzanego, który zastrzelił Shakura.
W serialu dokumentalnym Unsolved, wydanym w 2018 roku, Duane „Keefe D” Davis, lider gangu Crips w Kalifornii i wujek Andersona, twierdził, że był w samochodzie z mordercą Tupaca, kiedy padły strzały. Odmówił podania nazwiska strzelca, powołując się na „kod ulicy”. W 2016 roku M.O.B. Piru i były ochroniarz Death Row James „Mob James” McDonald twierdzili, że widzieli Andersona i innych w białym Cadillacu.

## Zarzuty w stronę Notoriousa B.I.G
Inny popularny w tamtym czasie raper The Notorious B.I.G, został oskarżany o współudział w zabójstwie Tupaca Shakura. Jego rodzina temu zaprzeczała, mówiąc że raper był w studiu nagraniowym w Nowym Jorku i nagrywał nowy utwór, kiedy Tupac został postrzelony. Jego menedżer Wayne Barrow i raper Lil' Cease potwierdzili, że był on z nimi wtedy w studiu.
Pół roku później, 9 marca 1997 roku, The Notorious B.I.G, został zastrzelony w strzelaninie Drive-by przez nieznanego sprawcę i zmarł w szpitalu w Los Angeles jeszcze tego samego dnia.